# Kiyoshi Ōkubo
Kiyoshi Ōkubo (大久保 清?, Kiyoshi Ōkubo; Takasaki, 17 gennaio 1935 – Tokyo, 22 gennaio 1976) è stato un serial killer giapponese.
Tra il 31 marzo e il 10 maggio 1971 violentò e uccise otto donne di età compresa tra i 16 e i 21 anni. Utilizzò uno pseudonimo, Tanigawa Ivan (谷川伊凡).

## Antefatti
Ōkubo nacque a Takasaki, nella Prefettura di Gunma. Era per un quarto russo. Sua madre, che era metà russa e metà giapponese, lo seguì anche dopo che divenne un adulto. Ōkubo veniva bullizzato dagli altri bambini dopo che iniziò la Guerra del Pacifico, l'8 dicembre del 1941. Il 12 luglio 1955 violentò una donna. Pochi mesi dopo, il 26 dicembre 1955, provò a violentare un'altra donna, senza però riuscire nell'intento. Per questa azione fu arrestato e messo in prigione, e fu rilasciato il 15 dicembre 1959. Il 16 aprile 1960 tentò di stuprare un'altra donna, nuovamente senza successo. Tuttavia, la vittima ritirò l'accusa. Il 5 maggio 1961, sposò una donna, con la quale ebbe successivamente un figlio ed una figlia. Il 3 giugno 1965 minacciò un uomo, e negli anni successivi violentò altre due donne, una il 23 dicembre 1966, e l'altra il 24 febbraio 1967. Il 7 giugno 1967 venne nuovamente mandato in prigione, e fu rilasciato il 3 marzo 1971.

## Omicidi
Tra il 31 marzo ed il 10 maggio 1971 uccise un totale di otto donne. Il 13 maggio dello stesso anno, una donna di 21 anni scomparve, e suo fratello la rintracciò. Così facendo trovò Ōkubo, che fu arrestato il 14 maggio.
1. Miyako Tsuda (津田 美也子 Tsuda Miyako) - 17 anni (31 marzo 1971, Distretto di Tano)
2. Mieko Oikawa (老川 美枝子 Oikawa Mieko) - 17 anni (6 aprile 1971, Takasaki)
3. Chieko Ida (伊田 千恵子 Ida Chieko) - 19 anni (17 aprile 1971, Maebashi)
4. Seiko Kawabata (川端 成子 Kawabata Seiko) - 17 anni (18 aprile 1971, Isesaki)
5. Akemi Sato (佐藤 明美 Satō Akemi) - 16 anni (27 aprile 1971, Maebashi)
6. Kazuyo Kawaho (川保 和代 Kawaho Kazuyo) - 18 anni (3 maggio 1971, Isesaki)
7. Reiko Takemura (竹村 礼子 Takemura Reiko) - 21 anni (9 maggio 1971, Fujioka)
8. Naoko Takanohashi (鷹嘴 直子 Takanohashi Naoko) - 21 anni (10 maggio 1971, Maebashi)

## Morte
Il tribunale distrettuale di Maebashi ha condannato a morte per impiccagione Kiyoshi Ōkubo il 22 febbraio 1973. Ōkubo non fece appello e venne giustiziato il 22 gennaio 1976, all'età di 41 anni.

## Riferimenti culturali
Il 29 agosto 1983 venne trasmessa una serie drammatica basata sulla storia di Kiyoshi Ōkubo, dal nome Il crimine di Kiyoshi Ōkubo (大久保清の犯罪,?, Ōkubo Kiyoshi no Hanzai).